# NN-310
La carretera NN‑310 es una vía departamental secundaria ubicada en el departamento de Carazo. Tiene una longitud de 17.02 kilómetros y conecta el Empalme La Orqueta, en el municipio de Dolores, con la ciudad de El Rosario. Esta vía fue completamente reconstruida en 2024 como parte del plan de mejora de conectividad intermunicipal impulsado por el MTI.

## Trazado y cruces
La siguiente tabla muestra su recorrido, localidades y principales conexiones:
| km    | Localidad                  | Departamento | Conexión / Ruta |
| ----- | -------------------------- | ------------ | --------------- |
| 0.0   | Empalme La Orqueta         | Carazo       |                 |
| 8.5   | Comunidad rural intermedia | Carazo       |                 |
| 17.02 | El Rosario                 | Carazo       |                 |

## Coordenadas
Un punto intermedio puede encontrarse en las coordenadas aproximadas: 11°51′36″N 86°13′48″O / 11.8600, -86.2300